# تنمية الطاقة
تنمية الطاقة هي مجال الأنشطة التي تركز على الحصول على مصادر الطاقة من الموارد الطبيعية حيث تشمل هذه الأنشطة إنتاج مصادر الطاقة التقليدية والبديلة والمتجددة واستعادة الطاقة وإعادة استخدام التي ستهدر.

## تصنيف الموارد
يمكن تصنيف موارد الطاقة على أنها موارد أولية، مناسبة للاستخدام النهائي دون التحويل إلى شكل آخر، أو موارد ثانوية، عندما يتطلب شكل الطاقة القابل للاستخدام تحويلًا كبيرًا من مصدر أولي. ومن الأمثلة على موارد الطاقة الأولية: طاقة الرياح، والطاقة الشمسية، ووقود الخشب، والوقود الأحفوري مثل الفحم والنفط والغاز الطبيعي واليورانيوم. في حين تعد الكهرباء أو الهيدروجين أو أنواع الوقود الاصطناعية الأخرى موارد ثانوية.
يوجد تصنيف مهم آخر يعتمد على الوقت المطلوب لتجديد مورد الطاقة. تعد الموارد «متجددة» إذا استعادت قدرتها في وقت ملحوظ بالنسبة للاحتياجات البشرية. ومن الأمثلة عليها الطاقة الكهرومائية أو طاقة الرياح، عندما تكون الظواهر الطبيعية، التي تعد المصدر الأساسي للطاقة، مستمرة ولا تنضب بسبب الطلب البشري. أما الموارد غير المتجددة هي التي يستنفدها الاستخدام البشري بشكل كبير والتي لا تستعيد قدرتها بشكل كبير خلال حياة الإنسان. يعتبر الفحم أحد الأمثلة على مصادر الطاقة غير المتجددة، والذي لا يتشكل بشكل طبيعي بمعدل يدعم الاستخدام البشري.

## النووية

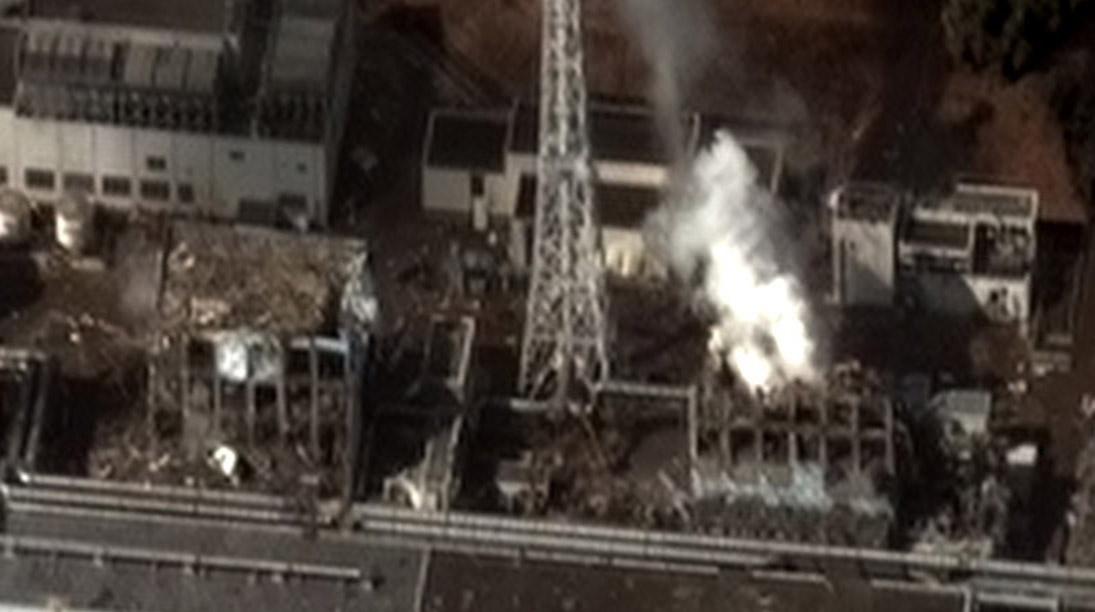
كارثة فوكوشيما وأثرها على سياسات تنمية الطاقة العالمية والتحول نحو الطاقات المتجددة

### الانشطار النووي
تعرف الطاقة النووية بأنها استخدام الانشطار النووي لتوليد حرارة وكهرباء مفيدة. ينتج انشطار اليورانيوم تقريبًا كل الطاقة النووية ذات الأهمية الاقتصادية. تشكل المولدات الكهروحرارية ذات النظائر المشعة مكونًا صغيرًا جدًا في توليد الطاقة، وتستخدم معظمها في تطبيقات متخصصة مثل مركبات الفضاء السحيق.
وفرت محطات الطاقة النووية، باستثناء المفاعلات البحرية، نحو 5.7% من طاقة العالم و13% من كهرباء العالم في عام 2012.
ذكرت الوكالة الدولية للطاقة الذرية في عام 2013 أنه يوجد 437 مفاعلًا نوويًا عاملًا للطاقة، في 31 دولة، رغم أنها لا تنتج جميعها الكهرباء بالضرورة. بالإضافة إلى ذلك، يوجد تقريبًا 140 سفينة بحرية عاملة تستخدم الدفع النووي، ويعمل فيها نحو 180 مفاعلًا. اعتبارًا من عام 2013، ظل تحقيق مكاسب طاقة صافية من تفاعلات الاندماج النووي المستمرة، باستثناء مصادر طاقة الاندماج الطبيعي مثل الشمس، مجالًا مستمرًا لأبحاث الفيزياء والهندسة الدولية. وبعد مرور أكثر من 60 عامًا على المحاولات الأولى، ما زال إنتاج طاقة الاندماج التجاري يعتبر أمرًا غير محتملًا قبل عام 2050.
يوجد جدل مستمر حول الطاقة النووية. يؤكد المؤيدون، مثل الجمعية النووية العالمية والوكالة الدولية للطاقة الذرية ومنظمة حماية البيئة النووية، أن الطاقة النووية تعد مصدر طاقة آمن ومستدام يقلل من انبعاثات الكربون. في حين يؤكد المعارضون أن الطاقة النووية تشكل العديد من التهديدات للناس والبيئة.
تشمل حوادث محطات الطاقة النووية كارثة تشيرنوبيل (1986)، وكارثة فوكوشيما دايتشي النووية (2011)، وحادث جزيرة ثري مايل (1979). ووقعت أيضًا بعض حوادث الغواصات النووية. أما من ناحية الأرواح المفقودة لكل وحدة طاقة متولدة، حدد التحليل أن الطاقة النووية تسببت في وفيات أقل لكل وحدة طاقة متولدة مقارنةً بالمصادر الرئيسية الأخرى لتوليد الطاقة. تسبب إنتاج الطاقة من الفحم، والنفط، والغاز الطبيعي والطاقة المائية في حدوث الوفيات أكثر لكل وحدة طاقة متولدة بسبب تلوث الهواء وتأثيرات حوادث الطاقة. ولكن، تعد التكاليف الاقتصادية لحوادث الطاقة النووية مرتفعة، ويمكن أن تستغرق الانهيارات عقودًا لتنظيفها. وتعد التكاليف البشرية لعمليات إجلاء السكان المتضررين وفقدان سبل العيش كبيرة أيضًا.
السفن الأمريكية العاملة بالطاقة النووية، وهي (من أعلى إلى أسفل) طرادات يو إس إس بينبريدج، ويو إس إس لونج بيتش، ويو إس إس إنتربرايز، وهي أطول سفينة بحرية على الإطلاق وأول حاملة طائرات تعمل بالطاقة النووية. التقطت الصورة في عام 1964 في أثناء رحلة قياسية بلغت 26,540 ميل بحري (49,190 كم) حول العالم في 65 يومًا دون إعادة التزود بالوقود. وضح أعضاء الطاقم معادلة آينشتاين لتكافؤ الكتلة والطاقة E = mc2 في مقصورة القيادة.
كاسحة الجليد الروسية العاملة بالطاقة النووية إن إس يامال في بعثة علمية مشتركة مع إن إس إف في عام 1994.